# Агия Анна
Агѝя А̀нна (на гръцки: Αγία Άννα) е село в Кипър, окръг Ларнака. Според статистическата служба на Република Кипър през 2001 г. селото има 251 жители.
Намира се на 16 km западно от Ларнака.